# Graf (Iowa)
Pour les articles homonymes, voir Graf.
Graf est une ville du comté de Dubuque, en Iowa, aux États-Unis. Elle est incorporée le 30 août 1933.

## Source de la traduction
- (en) Cet article est partiellement ou en totalité issu de l’article de Wikipédia en anglais intitulé « Graf, Iowa » (voir la liste des auteurs).